# Товарищ Абрам
«Товарищ Абрам» — короткометражный агитационный советский фильм, снят за 18 дней при участии Товарищества «Иосиф Ермольев» к первой годовщине Красной Армии.
Один из первых (и первый сохранившийся) советских фильмов, посвящённых теме еврейства.

## Сюжет
Короткометражный агитационный фильм рассказывает о молодом еврейском пареньке Абраме Херше. Пережив еврейский погром, в котором погибли все его родные, он уезжает из родного местечка в Москву. Там он встречает русского офицера, которого, когда тот был ранен на Первой мировой, спасла его семья. Офицер помогает Абраму устроиться рабочим в типографию, где тот знакомится с коммунистическими идеями и становится активистом-подпольщиком. После Октябрьской революции Абрам вступает в Красную армию, где в конце концов становится командиром отряда.

## В ролях
- Пётр Бакшеев
- Дмитрий Буховецкий — Абрам
- Вера Орлова
- Поликап Павлов

## Съёмочная группа
- Автор сценария: Александр Разумный, П.Мишеев
- Режиссёр: Александр Разумный
- Оператор: Александр Разумный
- Художник-постановщик: Александр Разумный

## Критика
Отмечается уникальность того, что фильм сохранился несмотря на перипетии революции и гражданской войны. Банальная, простая и во многом случайная история в 1919 году служила ответом на агитационный кинематограф противоборствующей стороны, в которых изображали молодых евреев из преуспевающих семей, вонзающих нож в спину Российской Империи. Евреи в этом фильме показаны как самый угнетаемый самодержавием народ, освобождённый социалистической революцией, которая принесла с собой идеи интернационализма, с подобной позиции еврейский вопрос освещался в советском кино примерно до середины 1930 годов.